# 牙買加鴞
牙買加鴞（學名Pseudoscops grammicus）是牙買加特有的一種貓頭鷹。它們有深褐色斑紋，面盤呈黃色。眼睛淡褐色，耳羽很長，喙呈灰黃色。它們棲息在開放的環境，一般都是在低地之中。它們是夜間活動的，主要吃昆蟲、蜘蛛、兩棲類、蜥蜴、鳥類及齧齒目。它們會在樹穴中生蛋。它們較為普遍，但在某些地區卻受到威脅。

## 外部連結
- VIREO
- owlpages